# Orjašica
Orjašica (lat. Tordylium), biljni rod iz porodice štitarki smješten u tribus Tordylieae. Postoji 16 vrsta iz Europe, Azije i Afrike.
U Hrvatskoj rastu 3 vrste, T. apulum (apulijska orjašica), T. maximum (velika orjašica) i T. officinale (ljekovita orjašica)

## Vrste
1. Tordylium aegaeum Runemark
2. Tordylium aegyptiacum (L.) Poir.
3. Tordylium apulum L.
4. Tordylium brachytaenium Boiss. & Heldr.
5. Tordylium cappadocicum Boiss.
6. Tordylium ebracteatum Al-Eisawi & Jury
7. Tordylium hasselquistiae DC.
8. Tordylium hirtocarpum Candargy
9. Tordylium ketenoglui H.Duman & A.Duran
10. Tordylium lanatum (Boiss.) Boiss.
11. Tordylium macropetalum Boiss.
12. Tordylium maximum L.
13. Tordylium officinale L.
14. Tordylium pestalozzae Boiss.
15. Tordylium pustulosum Boiss.
16. Tordylium syriacum L.

## Sinonimi
- Ainsworthia Boiss.
- Condylocarpus Hoffm.
- Hasselquistia L.
- Synelcosciadium Boiss.